# La Repompa de Málaga
La Repompa de Málaga es el sobrenombre artístico de Enriqueta de la Santísima Trinidad de los Reyes Porras (Málaga, 15 de agosto de 1937 - Málaga, 6 de mayo de 1959), una cantaora gitana de Andalucía. Nació en la calle de La Puente del barrio de El Perchel y murió muy joven en su localidad natal, con tan solo 21 años.

## Biografía
Se inició en el cante siendo una niña, cuando se escapaba de casa para cantar por los bares de Málaga y, así, intentar ganar algo de dinero. Discípula directa de La Pirula, la escuchó cierto día el guitarrista Niño de Almería y la llevó a formar parte del grupo Los Vargas, en el que estaban La Quica, La Cañeta y Pepito Vargas. Su fama como cantaora comenzó a subir como la espuma cuando comenzó a trabajar en el desaparecido tablao malagueño El Refugio, situado en calle Marquesa de Moya. A los dos meses de iniciar sus actuaciones en la sala de fiesta El Pimpi, recibió un telegrama de Pastora Imperio, solicitándole que se trasladase a Madrid, donde tenía contrato para todo el invierno, y otro para el siguiente verano en San Sebastián. 
Su corta producción discográfica tuvo como guitarrista a Paco Aguilera. Su biógrafo Paco Roji también destacó la importancia de esta figura artística, cuya vida quedó desgraciadamente truncada con su muerte prematura. “Estuvo con artistas de la talla de Porrina de Badajoz, Farruco, La Paquera o Pastora Imperio, que fue la que se la llevó a Madrid”, donde triunfó.
En 2007, los aficionados flamencos Paco Fernández y Paco Roji recuperaron a esta figura irrepetible del jondo cuando se cumplía el septuagésimo aniversario de su nacimiento, con el documental `La Repompa 70´, enmarcado en el ciclo "Son de Málaga" de la Bienal Málaga en Flamenco, y organizado por la Diputación. La producción se estrenó el 30 de agosto en el Castillo de Gibralfaro, junto con un espectáculo de la familia de la cantaora. El documental, que dura unos veinte minutos, repasa con numerosas imágenes desconocidas y las opiniones y recuerdos de familiares, amigos y artistas, como La Cañeta, Pepito Vargas, Antonio Martín Perea y Carrete, la corta e intensa vida artística de La Repompa.
Paco Roji detalla que el documental repasa también cuando, en 1959, quisieron llevar a La Repompa a El Pardo para actuar ante Franco, pero al encontrarse algo enferma no pudo asistir. Se trasladó a Málaga y, a los ocho días de estar en cama, empeoró notablemente. El 2 de mayo se agudizó la enfermedad y el 6 de mayo falleció con tan solo 21 años, a causa de una fulminante peritonitis.
"La Repompa tuvo lo que puede decirse un funeral de Estado, porque el cortejo fúnebre salió del Perchel, atravesó La Alameda, toda calle Larios, algo que nunca ha ocurrido, y mecieron el ataúd en la puerta de El Pimpi. Subió por la calle de la Victoria para ser enterrada en el cementerio de San Miguel. A los dieciocho días de su fallecimiento, Alberty, un personaje muy conocido de la época, organizó un gran homenaje en su memoria", detallan los expertos.
Actualmente, su hermana Rafaela Reyes y su sobrina Amparo Heredia continúan cantando flamenco como hacía Enriqueta. Esta parte de la familia pasó una temporada en las ciudades de Nueva York y Miami, aunque ahora reside entre Málaga y Granada.
En febrero de 2012 se presentó un libro sobre su vida artística, realizado por Paco Roji, Ramón Soler Díaz y Paco Fernández.

## El libro de La Repompa: un homenaje a esta artista del flamenco
Paco Roji, Ramón Soler Díaz y Paco Fernández llevaron a cabo un libro titulado La Repompa de Málaga, publicado en el 75 aniversario del nacimiento de Enriqueta Reyes Porras (1937-2012). Esta biografía cuenta con 192 páginas y 102 fotografías de la artista. Aunque los encargados de la edición de este libro fueron los propios autores, fue José Luque Navajas quien se encargó del prólogo. 
Este libro fue publicado en el 75 aniversario del nacimiento de Enriqueta Reyes Porras (1937-2012).
A pesar de su prematura muerte causada por una peritonitis, Enriqueta Reyes Porras grabó a finales de los años cincuenta siete cantes que han emocionado y emocionan a aficionados y artistas, incluyendo muchas figuras importantes de flamenco. Este libro, escrito por Paco Roji, Ramón Soler Díaz y Paco Fernández, ofrece información sobre su vida en la Málaga de la posguerra y de los primeros tablaos, así como en Sevilla, Madrid, San Sebastián y Cataluña. En todos estos lugares, Enriqueta mostró su talento.
Los autores han recurrido a sus conocidos y allegados, así como a las hemerotecas, para poder relatar todos esos hechos. Además, en la biografía también encontraremos un estudio muy detallado de los cantes de la Repompa, sus posibles antecedentes, la influencia que Enriqueta Reyes Porras ejerció sobre artistas posteriores y el papel de Málaga en la creación y difusión de algunos estilos festivos.
El ámbito del flamenco contaba con solo tres fotografías de la Repompa hasta la publicación de esta detallada biografía. Sin embargo, con este libro, el lector podrá disfrutar de un excelente material gráfico de la cantaora y de los compañeros con los que compartió escenario a lo largo de su vida artística, pues esta biografía cuenta con cien fotografías donde esta aparece.
Por lo tanto, se trata de una obra en la que los autores recurren a fuentes orales, escritas, discográficas y videográficas para conocer en profundidad a esta artista gitana. En cuanto a la estructura del contenido, este está dividido en dos partes: una biografía y un estudio sobre los cantes de La Repompa y sobre los tangos y bulerías del Perchel, Trinidad y la Cruz Verde.

## La actual Repompa
Sin siquiera pretenderlo, Rafaela Reyes Porras (hermana de la Repompa) asumió el legado y el nombre artístico de Enriqueta a los nueve años, justo cuando su hermana murió. Su primer nombre artístico fue La Repompilla y, con el paso del tiempo, se convirtió en La Repompa. Cuando tenía 20 años y estando recién casada con el guitarrista Luis Heredia, se marchó a América para intentar ganarse la vida allí. Tuvo que trabajar muy duro para poder ganar dinero y mantener a su familia, según dice Rafaela. Es capaz de entender el inglés, pero no de hablarlo y afirma que, durante su estancia en América, vivió en un barrio de españoles y todos la veían como una hija para ellos.
Su hija Amparo nació allí, pero como quería que se criara en España, se la trajo cuando solo tenía dos años y medio de edad. A partir de entonces, su vida comenzó a ser muy ajetreada, viajando de un sitio a otro y permaneciendo largas temporadas en Nueva York, Miami, Canadá y en casa de nuevo. También decidió en cuatro ocasiones pasar seis meses en Japón, pues a los japoneses les encanta el flamenco. Sin embargo, Rafaela argumenta que no sabe lo que pasa aquí en España, pues la gente no valora la música folclore que tiene. Hace diez años, decidió que ya había volado suficiente a lo largo de su vida y se quedó a vivir en España.
Actuó en tablaos como el Corral de la Pacheca, en Madrid o La Pagoda Gitana en Marbella, y ha compartido escenario con Mario Maya, El Güito, Cristina Hoyos y Enrique Morente, entre otros. Además, aparece en la gran pantalla, pues bailó para la película de Hollywood 'El abogado del diablo', protagonizada por Al Pacino y con quien conserva una foto.
Sus hijas Amparo y Raquel han continuado la tradición familiar modificando el estilo de baile flamenco.
Las últimas actuaciones de Rafaela se sitúan en los tablaos de la Cueva de la Rocío, en el Sacromonte granadino.

## Discografía de La Repompa
Singles y EP:
- El Rey Faraón (Bulerías)
- Vino A Mí, Lo Perdoné (Fandango Por Soleá)
- ¡Ea Cayuo! (Tanguillo)
- La Molinerita (Bulerías)
Álbumes:
- Reflejos Malagueños (LP, Álbum, Mono)
- Reflejos Malagueños (LP, Álbum, Mono)
Compilaciones:
- Figuras Del Flamenco 1 (LP, Comp)